# 아나 카스티요
아나 카스티요(Anna Castillo, 1993년 10월 9일 ~ )는 스페인의 배우이다. 영화 《더 올리브 트리》로 고야상 신인여우상을 수상했다.

## 작품 목록
- 더 올리브 트리 (El olivo, 2016)
- 홀리 캠프! (La llamada, 2017)